# 2013 GC137
2013 GC137, também escrito como 2013 GC137, é um objeto transnetuniano que está localizado no Cinturão de Kuiper, uma região do Sistema Solar. Este corpo celeste é classificado como um cubewano. Ele possui uma magnitude absoluta de 8,0 e tem um diâmetro estimado de 111 km.

## Descoberta
2013 GC137 foi descoberto no dia 4 de abril de 2013 pelo Outer Solar System Origins Survey.

## Órbita
A órbita de 2013 GC137 tem uma excentricidade de 0,027 e possui um semieixo maior de 43,458 UA. O seu periélio leva o mesmo a uma distância de 42,269 UA em relação ao Sol e seu afélio a 44,646 UA.